# هوراگاهاپیتیا
هوراگاهاپیتیا (به لاتین: Horagahapitiya) یک منطقهٔ مسکونی در سری‌لانکا است که در استان مرکزی (سری‌لانکا) واقع شده‌است.